# Holubne, Berezne
Holubne (în ucraineană Голубне) este o comună în raionul Berezne, regiunea Rivne, Ucraina, formată numai din satul de reședință.

## Demografie
Componența lingvistică a comunei Holubne
     Ucraineană (99,12%)
     Alte limbi (0,88%)
Conform recensământului din 2001, majoritatea populației comunei Holubne era vorbitoare de ucraineană (99,12%), existând în minoritate și vorbitori de alte limbi.